# Naples Foot-Ball & Cricket Club
Naples Foot-Ball & Cricket Club was een Italiaanse voetbalclub uit Napels die bestond tussen 1904 en 1922.
De club werd in 1904 opgericht door de Engelsman James Poths. Twee jaar later werd de naam gewoon Naples Foot-Ball Club. Tot 1912 nam de club niet deel aan het Italiaans voetbalkampioenschap dat tot dat jaar enkel voor clubs uit het noorden was. Toch boekte de club was succes in lokale wedstrijden zoals de Coppa Lipton, Coppa Salsi en Coppi Noli da Costa.
In het eerste kampioenschap in 1912/13 moest de club een voorrondewedstrijd spelen tegen stadsrivaal Internazionale Napoli en won beide wedstrijden. In de volgende ronde wachtte Lazio Roma, na een thuisnederlaag kon Naples nog gelijkspelen in Rome maar was uitgeschakeld.
Het volgende seizoen nam Internazionale weerwraak en schakelde Naples uit. In 1914/15 trok Internazionale aanvankelijk ook aan het langste eind, maar door onregelmatigheden werden de wedstrijden herspeeld. Internazionale won de eerste wedstrijd met 3-0 maar de terugwedstrijd werd nooit gespeeld wegens het uitbreken van de Eerste Wereldoorlog.
In het eerste seizoen na de oorlog kwam er voor de provincie Campania een eigen competitie met vijf clubs, waarvan de top twee kon doorstoten. Naples werd echter vierde. Het volgende seizoen verliep beter, na een tweede plaats in groep A achter Puteolana werd Naples groepswinnaar in de volgende ronde en bereikte nu de halve finale van Zuid-Italië maar werd daar tweede achter AS Livorno Calcio.
In 1921/22 werd Naples vierde op zeven clubs. Na dit seizoen fusioneerde de club om financiële redenen met rivaal Internazionale en werd zo FBC Internaples, wat later SSC Napoli zou worden.